# سر نيمه 2: تيمي إلى الإنقاذ
سر نيمه 2: تيمي إلى الإنقاذ (بالإنجليزية: The Secret of NIMH 2: Timmy to the Rescue)‏ هو فيلم رسوم متحركة موسيقي أمريكي تم إنتاجه بواسطة MGM Animation عام 1998 وتكملة لفيلم الرسوم المتحركة سر نيمه لعام 1982.

## القصة
يبدأ الفيلم بنبوة من الفيلم الأول ، تخبرنا كيف أن أحد أبناء جوناثان والسيدة بريسبي سينقذ ثورن فالي من سر نيمه. تم اختيار تيموثي للذهاب ، لكن شقيقه الأكبر مارتن يعتقد أنه كان يجب أن يكون هو الشخص المختار. يقرر مارتن إثبات جودته ، ويذهب ليجد مغامرته الخاصة.
في أحد الأيام ، صادف تيمي فأرة حقل تدعى جيني ماكبرايد ، كان والداها اثنان من ثمانية فئران حاولت الهروب من نيمه ولكن يعتقد أنها ماتت ؛ كشفت أن هذه الفئران في الواقع لا تزال على قيد الحياة. يقرر مجلس ثورن فالي أنه سيكون من الخطير جدًا إنقاذ الفئران الثمانية ، لذلك تذهب جيني وتيمي وحدهما. يأخذون منطاد الهواء الساخن ، لكن صقر يهاجمه ويتحطم في الغابة ، حيث تخيف كاتربيلر يدعى سيسيل الصقر بعيدًا.
طلبًا للمساعدة ، يزورون البومة العظيمة ولكن بدلاً من ذلك يجدون جيريمي الغراب ، متنكرين في صورة البومة العظيمة. يتعلمون هناك أن سيسيل تعاون مع جيريمي لخداع حيوانات الغابة لدفع المال لهم. يأخذ جيريمي وسيسيل الفئران إلى نيمه ، حيث وجدوا اثنين من الفئران من وادي ثورن ، جاستن وبروتوس. علموا أيضًا أن الدكتور جوزيف فالنتين ، كبير العلماء ، قد أسر مارتن وجعله مجنونًا. بعد أن أصبح مجنونًا ، تولى مارتن إدارة المختبر وغسل دماغ الدكتور فالنتين بجهاز مشابه للجهاز الذي استخدمه فالنتين ، وجعله يعتقد أنه كلب. يخطط مارتن لاستخدام جيش من فئران التجارب يمتطون سربًا من الغربان للسيطرة على ثورن فالي. حتى أنه جعل قطتين ، موريل وفلويد ، مجنونين ؛ ثم يشرعون في القبض على الآخرين.
يطلب مارتن من تيمي الانضمام إليه ، لكنه يرفض ويحبس في قفص ، بينما يسحب مارتن جيني بعيدًا ليجعلها ملكته. تيمي يهرب بمساعدة سيسيل ويحررون جيني. قاموا معًا بضرب مارتن ، ويخدع تيمي جيشه من الغربان والجرذان ليطير في الاتجاه الخاطئ. ثم غادر تيمي وجيني للعثور على الآخرين ، فقط ليجدوا أن نيمه مشتعل. يفر الناجون ، بينما يعود تيمي لإنقاذ مارتن. قبل أن يغادر ، أخبرته جيني أنها تحبه ويخبرها بنفس الشيء. في الطريق إلى مارتن ، هاجم تيمي من قبل موريل وفلويد ، لكنه أرسلهم إلى أسفل عمود المصعد.
وجد تيمي في النهاية مارتن ، وأصبحوا قادرين على الهروب عبر كوة المختبر بمساعدة من جيريمي. ثم يأخذ جيريمي الناجين إلى بر الأمان. عادت الفئران إلى وادي ثورن ، حيث عاد مارتن إلى طبيعته واستقبل تيمي ترحيبًا كبيرًا من مواطني ثورن فالي ، بما في ذلك عائلته.

## وصلات خارجية
- سر نيمه 2: تيمي إلى الإنقاذ على موقع IMDb (الإنجليزية)
- سر نيمه 2: تيمي إلى الإنقاذ على موقع روتن توميتوز (الإنجليزية)
- سر نيمه 2: تيمي إلى الإنقاذ على موقع نتفليكس (الإنجليزية)
- سر نيمه 2: تيمي إلى الإنقاذ على موقع ألو سيني (الفرنسية)
- سر نيمه 2: تيمي إلى الإنقاذ على موقع Turner Classic Movies (الإنجليزية)
- سر نيمه 2: تيمي إلى الإنقاذ على موقع أول موفي (الإنجليزية)
- سر نيمه 2: تيمي إلى الإنقاذ على موقع فيلمافينيتي (الإسبانية)
- سر نيمه 2: تيمي إلى الإنقاذ على موقع قاعدة بيانات الفيلم (الإنجليزية)
- سر نيمه 2: تيمي إلى الإنقاذ على موقع ليتربوكسد (الإنجليزية)
- سر نيمه 2: تيمي إلى الإنقاذ على موقع كينوبويسك (الروسية)